# Mémoire sur la diffraction de la lumière

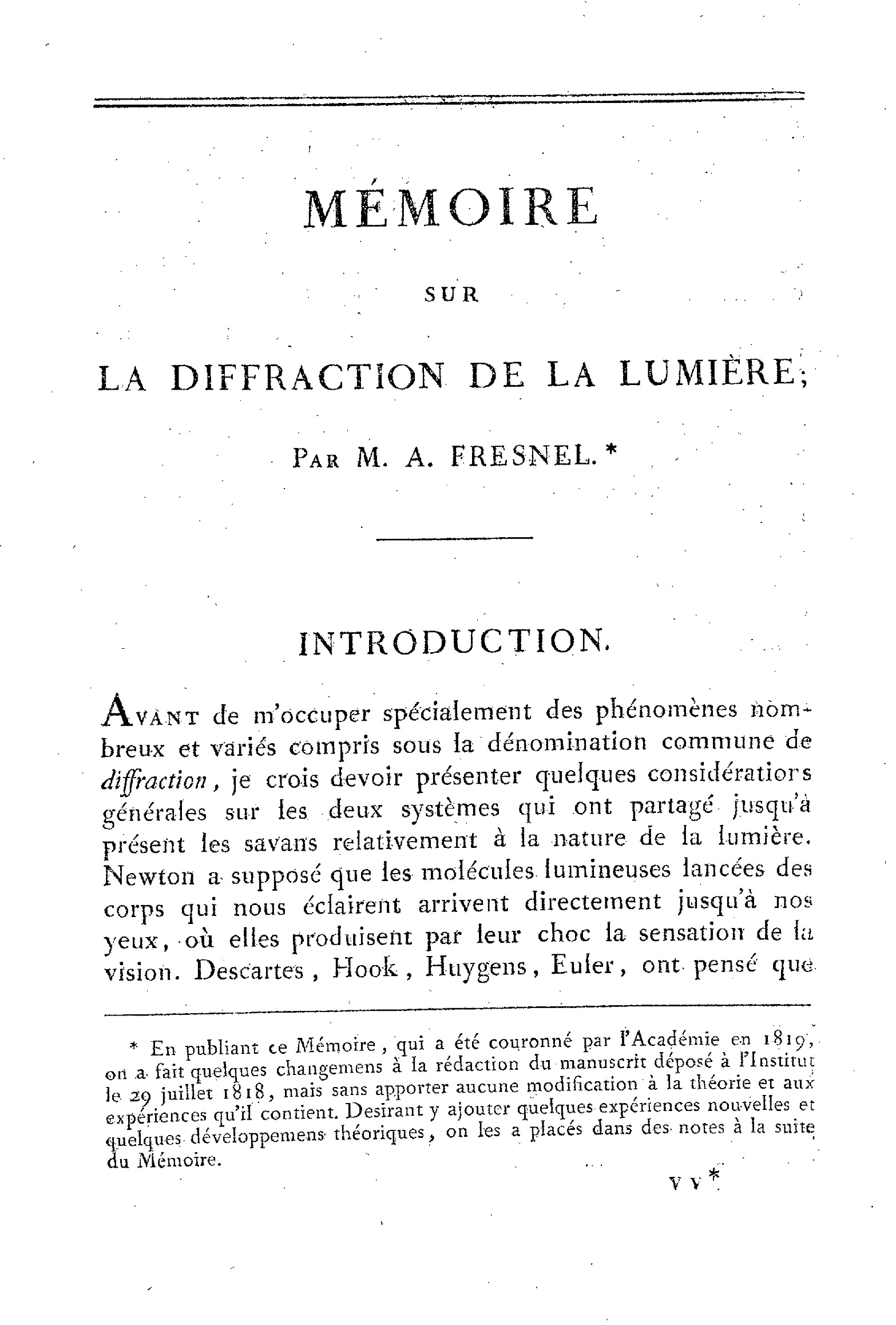
o artigo

A Mémoire sur la diffraction de la lumière (em português: Tese sobre a difração da luz) é um artigo apresentado pelo físico francês Augustin Fresnel à Academia de Ciências de Paris em 29 de julho de 1818, em resposta ao concurso aberto sobre este tema para a premiação do Grand Prix de Physique bianual que foi premiado em 1819. O júri unânime coroou as Mémoire de Fresnel em 15 de março de 1819. Parte das Mémoire, seção II, foi impressa imediatamente no volume IX dos Annales de Physique et de Chimie (julho-agosto de 1819). O livro de Mémoire inteiro, ligeiramente modificado, foi publicado em 1826 no volume V das Memórias da Academia de Ciências e foi republicado em 1866 no primeiro volume das Obras Completas de Augustin Fresnel.
Fresnel redescobriu a lei de interferência previamente esboçada por Thomas Young e estabeleceu sua expressão matemática observando que adicionar duas funções senoidais da mesma frequência e fases diferentes era como adicionar forças de diferentes magnitudes e direções. Ao associar o princípio das wavelets secundárias formulado por Christian Huygens e a regra de combinação das ondas luminosas explicando a interferência, estabeleceu, em Le Mémoire sur la difraction de la lumière, os fundamentos da óptica ondulatória, conhecido como princípio de Huygens-Fresnel.

## Premier Mémoire sur la diffraction de la lumière
O trabalho de Fresnel em Mathieu foi revisado por Arago, que apontou para ele que ele havia reproduzido amplamente o trabalho de Young, mas que algumas de suas observações eram novas. Como Fresnel havia feito seus experimentos com a luz solar, Arago o aconselhou a vir refazê-los em Paris em luz monocromática para obter medições mais precisas e indiscutíveis. O que Fresnel conseguiu fazer no início de 1816.
Uma versão corrigida e enriquecida foi apresentada à Academia por Arago em 25 de março de 1816. Intitulado Mémoire sur la difraction de la lumière, foi publicado no número de março de 1816 (publicado em maio) dos Annales de Chimie et de Physique. É reproduzido nas Obras Completas sob o título Segunda Mémoire.

## Suplemento ao primeiro livro
Neste suplemento enviado três semanas após a primeira Mémoire, Fresnel apresenta seus experimentos e suas interpretações das grades óticas, dos anéis de Newton, do espelho duplo e da figura de difração de uma fenda de luz, entre outros pontos. O suplemento de Premier Mémoire sur la diffraction de la lumière foi apresentado à academia em 15 de julho de 1816 por Arago. "Encontramos pela primeira vez expostas nesta Mémoire as verdadeiras causas mecânicas da difração, mas o autor ainda não havia conseguido, naquela época, resolver todas as dificuldades apresentadas pela teoria em sua aplicação aos fenômenos". (Nota de Émile Verdet)